# Vintilă Cossini
Vintilă Cossini (Constanța, 21 de novembre de 1913 - 24 de juny de 2000) fou un futbolista romanès de la dècada de 1930.
Disputà 25 partits amb la selecció de futbol de Romania, amb la qual participà en el Mundial de 1938. Pel que fa a clubs, defensà els colors del FC Rapid București.